# КМОН-сенсор

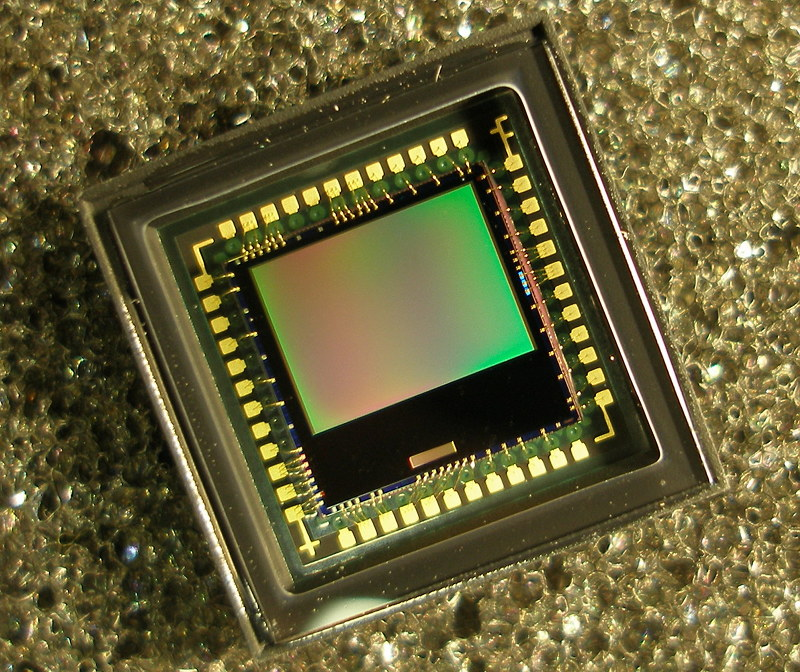
КМОН-матриця

КМОН-сенсор — напівпровідниковий сенсор, побудований на основі КМОН-транзисторів. Широке застосування знайшли у фототехніці, де утворюють світлочутливу матрицю (КМОН-матрицю). Кожен піксель такої матриці містить фотодетектор і підсилювач. За побудовою вона нагадує оперативну пам'ять з довільним доступом, оскільки заряд з кожного фотодетектора не переноситься одразу на запам'ятовуючий регістр. Через наявність підсилювача їх інколи називають сенсорами з активними пікселями (англ. Active pixel sensor, APS). Кожен елемент КМОН-матриці адресується окремо від інших. Типовий діапазон чутливості КМОН-фотосенсорів лежить в інтервалі від 1100 нм (інфрачервоне світло) до 200 нм (ближній ультрафіолет). Серед інших застосувань КМОН-сенсорів є вимірювання температури.

## Історія
Точна дата народження КМОН-матриці невідома. В кінці 1960-х рр. багато дослідників відзначали, що структури КМОН (CMOS) мають чутливість до світла. Однак прилади із зарядним зв'язком забезпечували більш високу світлочутливість і якість зображення, що матриці на КМОН технології не отримали помітного розвитку.
На початку 1990-х характеристики КМОН-матриць, а також технологія виробництва були значно поліпшені. Прогрес у субмікронній фотолітографії дозволив застосовувати в КМОН-сенсорах більш тонкі з'єднання. Це призвело до збільшення світлочутливості за рахунок більшого відсотка випромінювальної площі матриці.
Переворот у технології КМОН-сенсорів стався, коли в лабораторії реактивного руху (Jet Propulsion Laboratory - JPL) NASA успішно реалізували Active Pixel датчики (APS). Теоретичні дослідження були виконані ще кілька десятків років тому, але практичне використання активного сенсора відсунулося до 1993 року. APS додає до кожного пікселя транзисторний підсилювач для зчитування, що дає можливість перетворювати заряд в напругу прямо в пікселі. Це забезпечило також довільний доступ до фотодетекторів на зразок реалізованого в мікросхемах ОЗП.
У результаті до 2008 року КМОН стали практично альтернативою ПЗЗ.

## Принцип роботи
- До зйомки подається сигнал скидання
- У процесі експозиції відбувається накопичення заряду фотодіодом
- У процесі зчитування відбувається вибірка значення напруги на конденсаторі